# Оквуэгбунам, Альберт
Альберт Чуквуэнека Оквуэгбунам (англ. Albert Chukwueneka Okwuegbunam; 25 апреля 1998, Спрингфилд, Иллинойс) — профессиональный американский футболист нигерийского происхождения, тайт-энд клуба НФЛ «Денвер Бронкос». На студенческом уровне выступал за команду Миссурийского университета. На драфте НФЛ 2020 года был выбран в четвёртом раунде.

## Биография
Альберт Оквуэгбунам родился 25 апреля 1998 года в Спрингфилде в штате Иллинойс. Имеет нигерийские корни. Окончил старшую школу Пресвятого Сердца—Гриффина, после чего получил спортивную стипендию в Миссурийском университете.

### Любительская карьера
В 2016 году Оквуэгбунам тренировался с университетской командой в статусе освобождённого игрока, не принимая участия в официальных матчах. В 2017 году он дебютировал в турнире NCAA, набрав за сезон 415 ярдов с 11 тачдаунами. По итогам года его включили в состав сборной новичков конференции SEC. В сезоне 2018 года из-за травмы Оквуэгбунам сыграл только девять матчей, набрав 466 ярдов с шестью тачдаунами. До повреждения он входил в число лучших по игре на приёме тайт-эндов NCAA, а по итогам турнира его включили в число финалистов Мэки Эворд, награды лучшему тайт-энду студенческого футбола. В сезоне 2019 года он сыграл в одиннадцати матчах, сделав шесть тачдаунов на приёме. Всего за свою карьеру Оквуэгбунам заработал 23 тачдауна в 33 сыгранных матчах, став вторым по результативности тайт-эндом в истории университета.

#### Статистика выступлений в NCAA
| Сезон | Команда         | Игры | Приём | Приём | Приём | Приём | Вынос | Вынос | Вынос | Вынос |
| Сезон | Команда         | Игры | Rec   | Yds   | Y/A   | TD    | Att   | Yds   | Y/A   | TD    |
| ----- | --------------- | ---- | ----- | ----- | ----- | ----- | ----- | ----- | ----- | ----- |
| 2017  | Миссури Тайгерс | 13   | 29    | 415   | 14,3  | 11    | 0     | 0     | 0     | 0     |
| 2018  | Миссури Тайгерс | 9    | 43    | 466   | 10,8  | 6     | 0     | 0     | 0,0   | 0     |
| 2019  | Миссури Тайгерс | 11   | 26    | 306   | 11,8  | 6     | 0     | 0     | 0,0   | 0     |
| Всего | Всего           | 33   | 98    | 1187  | 12,1  | 23    | 0     | 0     | 0,0   | 0     |

### Профессиональная карьера
Перед драфтом НФЛ 2020 года аналитик сайта Bleacher Report Мэтт Миллер среди сильных сторон игрока называл умение использовать свои физические данные, высокую результативность вблизи зачётной зоны соперника, хорошую скорость и способность действовать на различных позициях. К недостаткам Оквуэгбунама он относил плохую маневренность, невысокую технику игры на блоках, отсутствие хорошего стартового рывка и вероятность возникновения проблем со здоровьем из-за высоких нагрузок во время выступлений в NCAA.
Оквуэгбунам был задрафтован «Денвером» в четвёртом раунде под общим 118 номером. В июле 2020 года он подписал с клубом четырёхлетний контракт на общую сумму 4 млн долларов. В дебютном сезоне он принял участие в четырёх матчах регулярного чемпионата, сделав 11 приёмов на 121 ярд. В матче девятой игровой недели Оквуэгбунам получил разрыв крестообразной связки колена и выбыл из строя на длительный срок. В 2021 году его роль в нападении команды выросла, несмотря на то, что место основного тайт-энда занимал Ноа Фэнт. Оквуэгбунам принял участие в четырнадцати матчах, проведя на поле 47 % от общего количества розыгрышей нападения и сделав 33 приёма на 330 ярдов с двумя тачдаунами.

#### Статистика выступлений в НФЛ

##### Регулярный чемпионат
| Сезон | Команда        | Игры | Приём | Приём | Приём | Приём | Вынос | Вынос | Вынос | Вынос |
| Сезон | Команда        | Игры | Rec   | Yds   | Y/A   | TD    | Att   | Yds   | Y/A   | TD    |
| ----- | -------------- | ---- | ----- | ----- | ----- | ----- | ----- | ----- | ----- | ----- |
| 2020  | Денвер Бронкос | 4    | 11    | 121   | 11,0  | 1     | 0     | 0     | 0,0   | 0     |
| 2021  | Денвер Бронкос | 14   | 33    | 330   | 10,0  | 2     | 0     | 0     | 0,0   | 0     |
| Всего | Всего          | 18   | 44    | 451   | 10,3  | 3     | 0     | 0     | 0,0   | 0     |